# 포르투나

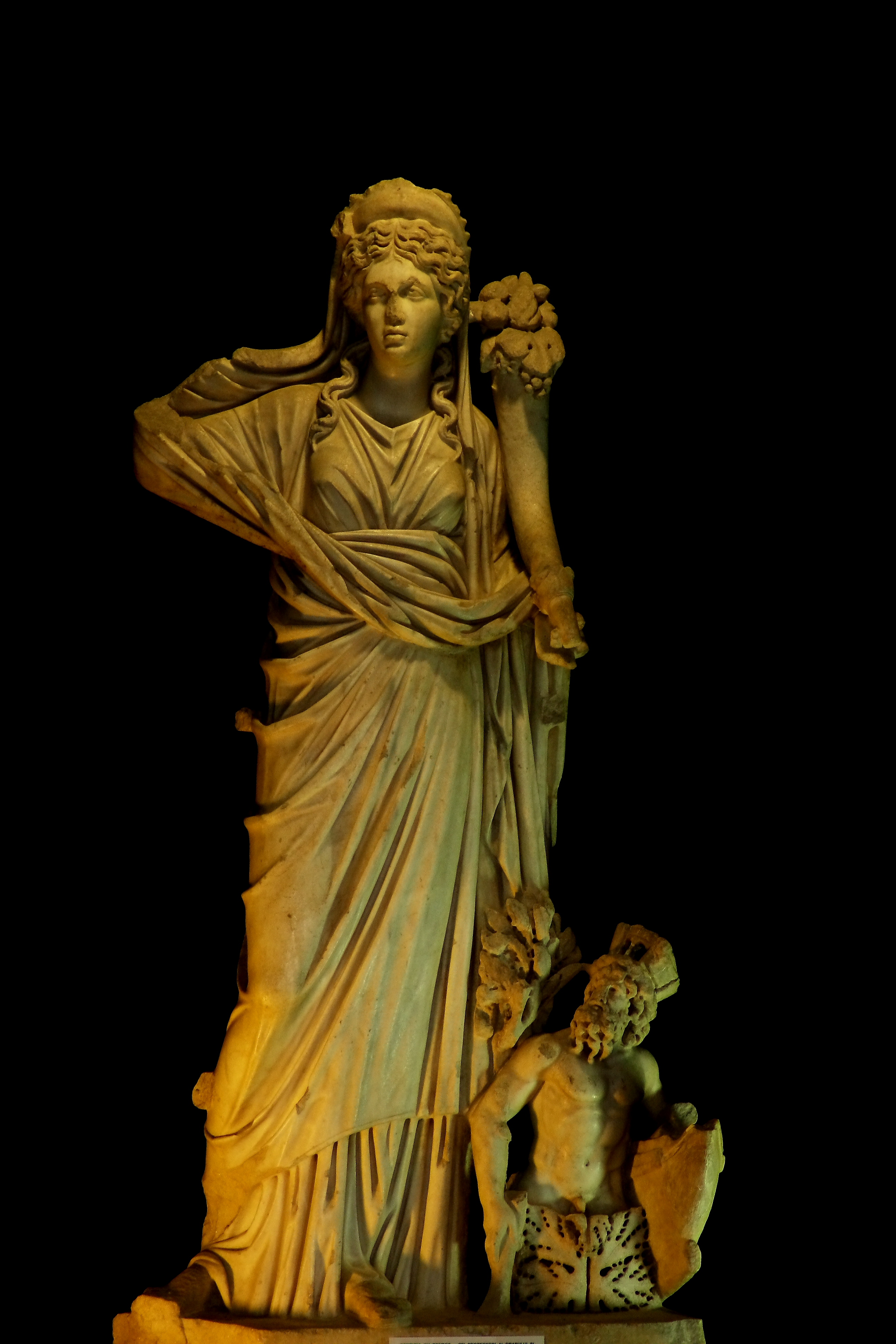
포르투나

포르투나(Fortuna)는 로마 신화에 전하는 운명의 여신이다. 운명의 수레바퀴를 맡아 사람들의 운명을 결정한다고 한다. 그리스 신화에서 티케(Tyche)에 해당한다.

## 같이 보기
- 19 포르투나